# Voetbal op de Olympische Zomerspelen 2020 – Vrouwen
Het voetbaltoernooi voor vrouwen op de Olympische zomerspelen van 2020 werd gehouden tussen 21 juli en 6 augustus 2021. Duitsland was de titelverdediger, maar wist zich niet te plaatsen.
Er deden 12 landen mee. De landen werden in de groepsfase verdeeld in drie groepen van vier. De beste twee uit iedere groep en de twee beste nummers drie kwalificeerden zich voor de kwartfinale.
Voor het eerst in de geschiedenis van het voetbal was er op de Olympische spelen een VAR (Video-assistant referee) aanwezig.

## Competitieschema
| GF | Groepsfase | ¼ | Kwartfinale | ½ | Halve finales | T | Troostfinale | F | Finale |

| Datum →     | woe 21 | don 22 | vrij 23 | zat 24 | zon 25 | maa 26 | din 27 | woe 28 | don 29 | vrij 30 | zat 31 | zon 1 | maa 2 | din 3 | woe 4 | don 5 | vrij 6 |
| Onderdeel ↓ | woe 21 | don 22 | vrij 23 | zat 24 | zon 25 | maa 26 | din 27 | woe 28 | don 29 | vrij 30 | zat 31 | zon 1 | maa 2 | din 3 | woe 4 | don 5 | vrij 6 |
| ----------- | ------ | ------ | ------- | ------ | ------ | ------ | ------ | ------ | ------ | ------- | ------ | ----- | ----- | ----- | ----- | ----- | ------ |
| Vrouwen     | GF     |        |         | GF     |        |        | GF     |        |        | ¼       |        |       | ½     |       |       | T     | F      |

## Stadions
| Kashima               | Tokio              | Saitama            | · Yokohama Saitama Rifu Tokio Sapporo Kashima | · Yokohama Saitama Rifu Tokio Sapporo Kashima | · Yokohama Saitama Rifu Tokio Sapporo Kashima |
| Kashimastadion        | Ajinomotostadion   | Saitamastadion     | · Yokohama Saitama Rifu Tokio Sapporo Kashima | · Yokohama Saitama Rifu Tokio Sapporo Kashima | · Yokohama Saitama Rifu Tokio Sapporo Kashima |
| Capaciteit: 42.000    | Capaciteit: 49.000 | Capaciteit: 62.000 | · Yokohama Saitama Rifu Tokio Sapporo Kashima | · Yokohama Saitama Rifu Tokio Sapporo Kashima | · Yokohama Saitama Rifu Tokio Sapporo Kashima |
|                       |                    |                    | · Yokohama Saitama Rifu Tokio Sapporo Kashima | · Yokohama Saitama Rifu Tokio Sapporo Kashima | · Yokohama Saitama Rifu Tokio Sapporo Kashima |
| Yokohama              | Rifu               | Sapporo            | · Yokohama Saitama Rifu Tokio Sapporo Kashima | · Yokohama Saitama Rifu Tokio Sapporo Kashima | · Yokohama Saitama Rifu Tokio Sapporo Kashima |
| Int. Stadion Yokohama | Miyagistadion      | Sapporo Dome       | · Yokohama Saitama Rifu Tokio Sapporo Kashima | · Yokohama Saitama Rifu Tokio Sapporo Kashima | · Yokohama Saitama Rifu Tokio Sapporo Kashima |
| Capaciteit: 48.000    | Capaciteit: 42.000 | Capaciteit: 70.000 | · Yokohama Saitama Rifu Tokio Sapporo Kashima | · Yokohama Saitama Rifu Tokio Sapporo Kashima | · Yokohama Saitama Rifu Tokio Sapporo Kashima |
|                       |                    |                    | · Yokohama Saitama Rifu Tokio Sapporo Kashima | · Yokohama Saitama Rifu Tokio Sapporo Kashima | · Yokohama Saitama Rifu Tokio Sapporo Kashima |

## Deelnemende landen
| Toernooi                                           | Datum                         | Locatie              | Plaatsen | Geplaatste landen                 |
| -------------------------------------------------- | ----------------------------- | -------------------- | -------- | --------------------------------- |
| Gastland                                           | 7 september 2013              | n/a                  | 1        | Japan                             |
| Aziatisch kwalificatietoernooi                     | 4 november 2018 – ?           | Verschillende landen | 2        | Australië China                   |
| Afrikaans kwalificatietoernooi                     | 3 april 2019 – 10 maart 2020  | Verschillende landen | 1        | Zambia                            |
| CONCACAF kwalificatietoernooi                      | 28 januari – 9 februari 2020  | Verenigde Staten     | 2        | Canada Verenigde Staten           |
| Zuid-Amerikaans kampioenschap voetbal vrouwen 2018 | 4–22 april 2018               | Chili                | 1        | Brazilië                          |
| Oceanisch kampioenschap voetbal vrouwen 2018       | 18 november – 1 december 2018 | Nieuw-Caledonië      | 1        | Nieuw-Zeeland                     |
| Wereldkampioenschap voetbal vrouwen 2019           | 7 juni – 7 juli 2019          | Frankrijk            | 3        | Groot-Brittannië Nederland Zweden |
| Intercontinentale play-off (CAF–CONMEBOL)          | 10–13 april 2021              | Turkije              | 1        | Chili                             |
| Totaal                                             | Totaal                        | Totaal               | 12       |                                   |

## Loting
De loting was op 21 april 2021 om 10:00 (UTC+2) in het FIFA-hoofdkantoor in Zürich, Zwitserland. Bij de loting werden de landen verdeeld in 4 potten. Het gastland Japan zit in pot 1 en zal automatisch in poule E terecht komen. De overige landen zijn verdeeld op basis van de FIFA-wereldranglijst, Groot-Brittannië wordt gebaseerd op de plaats van Engeland. Landen uit dezelfde confederatie mogen niet bij elkaar terecht komen in de groep.
| Pot 1                                             | Pot 2                                  | Pot 3                        | Pot 4                            |
| ------------------------------------------------- | -------------------------------------- | ---------------------------- | -------------------------------- |
| - Japan (gastland) - Verenigde Staten - Nederland | - Zweden - Groot-Brittannië - Brazilië | - Canada - Australië - China | - Nieuw-Zeeland - Chili - Zambia |

## Groepsfase

### Groep E
| Pos | Team             | Wed | W | G | V | Ptn | DV | DT | +/− | Kwalificatie               |
| --- | ---------------- | --- | - | - | - | --- | -- | -- | --- | -------------------------- |
| 1   | Groot-Brittannië | 3   | 2 | 1 | 0 | 7   | 4  | 1  | +3  | Door naar de knock-outfase |
| 2   | Canada           | 3   | 1 | 2 | 0 | 5   | 4  | 3  | +1  | Door naar de knock-outfase |
| 3   | Japan (G)        | 3   | 1 | 1 | 1 | 4   | 2  | 2  | 0   | Door naar de knock-outfase |
| 4   | Chili            | 3   | 0 | 0 | 3 | 0   | 1  | 5  | −4  |                            |

|                            |                  |         |       |                                                                         |
| 21 juli 2021 16:30 (UTC+9) | Groot-Brittannië | 2 – 0   | Chili | Sapporo Dome, Sapporo Toeschouwers: 0 Scheidsrechter: Salima Mukansanga |
| 21 juli 2021 16:30 (UTC+9) | White 18', 73'   | Verslag |       | Sapporo Dome, Sapporo Toeschouwers: 0 Scheidsrechter: Salima Mukansanga |

|                            |              |         |             |                                                                           |
| 21 juli 2021 19:30 (UTC+9) | Japan        | 1 – 1   | Canada      | Sapporo Dome, Sapporo Toeschouwers: 0 Scheidsrechter: Edina Alves Batista |
| 21 juli 2021 19:30 (UTC+9) | Iwabuchi 84' | Verslag | 6' Sinclair | Sapporo Dome, Sapporo Toeschouwers: 0 Scheidsrechter: Edina Alves Batista |

|                            |                  |         |                 |                                                                      |
| 24 juli 2021 16:30 (UTC+9) | Chili            | 1 – 2   | Canada          | Sapporo Dome, Sapporo Toeschouwers: 0 Scheidsrechter: Esther Staubli |
| 24 juli 2021 16:30 (UTC+9) | Araya 57' (pen.) | Verslag | 39', 47' Beckie | Sapporo Dome, Sapporo Toeschouwers: 0 Scheidsrechter: Esther Staubli |

|                            |       |         |                  |                                                                               |
| 24 juli 2021 19:30 (UTC+9) | Japan | 0 – 1   | Groot-Brittannië | Sapporo Dome, Sapporo Toeschouwers: 0 Scheidsrechter: Anastasia Poestovojtova |
| 24 juli 2021 19:30 (UTC+9) |       | Verslag | 74' White        | Sapporo Dome, Sapporo Toeschouwers: 0 Scheidsrechter: Anastasia Poestovojtova |

|                            |       |         |            |                                                                        |
| 27 juli 2021 20:00 (UTC+9) | Chili | 0 – 1   | Japan      | Miyagistadion, Rifu Toeschouwers: 1.326 Scheidsrechter: Melissa Borjas |
| 27 juli 2021 20:00 (UTC+9) |       | Verslag | 77' Tanaka | Miyagistadion, Rifu Toeschouwers: 1.326 Scheidsrechter: Melissa Borjas |

|                            |          |         |                   |                                                                          |
| 27 juli 2021 20:00 (UTC+9) | Canada   | 1 – 1   | Groot-Brittannië  | Kashimastadion, Kashima Toeschouwers: 0 Scheidsrechter: Kateryna Monzoel |
| 27 juli 2021 20:00 (UTC+9) | Leon 55' | Verslag | 85' (e.d.) Prince | Kashimastadion, Kashima Toeschouwers: 0 Scheidsrechter: Kateryna Monzoel |

### Groep F
| Pos | Team      | Wed | W | G | V | Ptn | DV | DT | +/− | Kwalificatie               |
| --- | --------- | --- | - | - | - | --- | -- | -- | --- | -------------------------- |
| 1   | Nederland | 3   | 2 | 1 | 0 | 7   | 21 | 8  | +13 | Door naar de knock-outfase |
| 2   | Brazilië  | 3   | 2 | 1 | 0 | 7   | 9  | 3  | +6  | Door naar de knock-outfase |
| 3   | Zambia    | 3   | 0 | 1 | 2 | 1   | 7  | 15 | −8  | Naar stand nummers drie    |
| 4   | China     | 3   | 0 | 1 | 2 | 1   | 6  | 17 | −11 |                            |

|                            |       |         |                                                           |                                                                          |
| 21 juli 2021 17:00 (UTC+9) | China | 0 – 5   | Brazilië                                                  | Miyagistadion, Rifu Toeschouwers: 1.645 Scheidsrechter: Kateryna Monzoel |
| 21 juli 2021 17:00 (UTC+9) |       | Verslag | 9', 74' Marta 22' Debinha 82' (pen.) Andressa 89' Beatriz | Miyagistadion, Rifu Toeschouwers: 1.645 Scheidsrechter: Kateryna Monzoel |

|                            |                     |         |                                                                                                   |                                                                         |
| 21 juli 2021 20:00 (UTC+9) | Zambia              | 3 – 10  | Nederland                                                                                         | Miyagistadion, Rifu Toeschouwers: 1.822 Scheidsrechter: Laura Fortunato |
| 21 juli 2021 20:00 (UTC+9) | Banda 19', 82', 83' | Verslag | 9', 15', 29', 59' Miedema 14', 38' Martens 44' Van de Sanden 64' Roord 75' Beerensteyn 80' Pelova | Miyagistadion, Rifu Toeschouwers: 1.822 Scheidsrechter: Laura Fortunato |

|                            |                                                      |         |                                           |                                                                        |
| 24 juli 2021 17:00 (UTC+9) | China                                                | 4 – 4   | Zambia                                    | Miyagistadion, Rifu Toeschouwers: 2.212 Scheidsrechter: Melissa Borjas |
| 24 juli 2021 17:00 (UTC+9) | Wang Shuang 6', 22', 23', 84' (pen.) Li Qingtong 86' | Verslag | 15' Kundananji 43' (pen.), 46', 69' Banda | Miyagistadion, Rifu Toeschouwers: 2.212 Scheidsrechter: Melissa Borjas |

|                            |                                |         |                                          |                                                                       |
| 24 juli 2021 20:00 (UTC+9) | Nederland                      | 3 – 3   | Brazilië                                 | Miyagistadion, Rifu Toeschouwers: 2.621 Scheidsrechter: Kate Jacewicz |
| 24 juli 2021 20:00 (UTC+9) | Miedema 3', 59' D. Janssen 79' | Verslag | 16' Debinha 65' (pen.) Marta 68' Ludmila | Miyagistadion, Rifu Toeschouwers: 2.621 Scheidsrechter: Kate Jacewicz |

|                            |                                                                                       |         |                                   |                                                                                            |
| 27 juli 2021 20:30 (UTC+9) | Nederland                                                                             | 8 – 2   | China                             | International Stadium Yokohama, Yokohama Toeschouwers: 0 Scheidsrechter: Salima Mukansanga |
| 27 juli 2021 20:30 (UTC+9) | Van de Sanden 12' Beerensteyn 37', 45+2' Martens 47', 70' Miedema 65', 76' Pelova 71' | Verslag | 28' Wang Shanshan 69' Wang Yanwen | International Stadium Yokohama, Yokohama Toeschouwers: 0 Scheidsrechter: Salima Mukansanga |

|                            |              |         |             |                                                                           |
| 27 juli 2021 20:30 (UTC+9) | Brazilië     | 1 – 0   | Zambia      | Saitamastadion, Saitama Toeschouwers: 0 Scheidsrechter: Yoshimi Yamashita |
| 27 juli 2021 20:30 (UTC+9) | Andressa 19' | Verslag | 14' Mweemba | Saitamastadion, Saitama Toeschouwers: 0 Scheidsrechter: Yoshimi Yamashita |

### Groep G
| Pos | Team             | Wed | W | G | V | Ptn | DV | DT | +/− | Kwalificatie               |
| --- | ---------------- | --- | - | - | - | --- | -- | -- | --- | -------------------------- |
| 1   | Zweden           | 3   | 3 | 0 | 0 | 9   | 9  | 2  | +7  | Door naar de knock-outfase |
| 2   | Verenigde Staten | 3   | 1 | 1 | 1 | 4   | 6  | 4  | +2  | Door naar de knock-outfase |
| 3   | Australië        | 3   | 1 | 1 | 1 | 4   | 4  | 5  | −1  | Door naar de knock-outfase |
| 4   | Nieuw-Zeeland    | 3   | 0 | 0 | 3 | 0   | 2  | 10 | −8  |                            |

|                            |                                  |         |                  |                                                                        |
| 21 juli 2021 17:30 (UTC+9) | Zweden                           | 3 – 0   | Verenigde Staten | Tokio stadion, Tokio Toeschouwers: 0 Scheidsrechter: Yoshimi Yamashita |
| 21 juli 2021 17:30 (UTC+9) | Blackstenius 25', 54' Hurtig 72' | Verslag |                  | Tokio stadion, Tokio Toeschouwers: 0 Scheidsrechter: Yoshimi Yamashita |

|                            |                     |         |               |                                                                     |
| 21 juli 2021 20:30 (UTC+9) | Australië           | 2 – 1   | Nieuw-Zeeland | Tokio stadion, Tokio Toeschouwers: 0 Scheidsrechter: Lucila Venegas |
| 21 juli 2021 20:30 (UTC+9) | Yallop 20' Kerr 33' | Verslag | 90+1' Rennie  | Tokio stadion, Tokio Toeschouwers: 0 Scheidsrechter: Lucila Venegas |

|                            |                                            |         |               |                                                                             |
| 24 juli 2021 16:30 (UTC+9) | Zweden                                     | 4 – 2   | Australië     | Saitamastadion, Saitama Toeschouwers: 0 Scheidsrechter: Edina Alves Batista |
| 24 juli 2021 16:30 (UTC+9) | Rolfö 20', 63' Hurtig 52' Blackstenius 82' | Verslag | 36', 48' Kerr | Saitamastadion, Saitama Toeschouwers: 0 Scheidsrechter: Edina Alves Batista |

|                            |               |         |                                                                              |                                                                            |
| 24 juli 2021 20:30 (UTC+9) | Nieuw-Zeeland | 1 – 6   | Verenigde Staten                                                             | Saitamastadion, Saitama Toeschouwers: 0 Scheidsrechter: Stéphanie Frappart |
| 24 juli 2021 20:30 (UTC+9) | Hassett 72'   | Verslag | 9' Lavelle 45' Horan 63' (e.d.) Erceg 80' Press 88' Morgan 90+3' (e.d.) Bott | Saitamastadion, Saitama Toeschouwers: 0 Scheidsrechter: Stéphanie Frappart |

|                            |               |         |                         |                                                                       |
| 27 juli 2021 17:00 (UTC+9) | Nieuw-Zeeland | 0 – 2   | Zweden                  | Miyagistadion, Rifu Toeschouwers: 884 Scheidsrechter: Laura Fortunato |
| 27 juli 2021 17:00 (UTC+9) |               | Verslag | 17' Anvegård 29' Janogy | Miyagistadion, Rifu Toeschouwers: 884 Scheidsrechter: Laura Fortunato |

|                            |                  |       |           |                                                                                 |
| 27 juli 2021 17:00 (UTC+9) | Verenigde Staten | 0 – 0 | Australië | Kashimastadion, Kashima Toeschouwers: 0 Scheidsrechter: Anastasia Poestovojtova |
| 27 juli 2021 17:00 (UTC+9) | Verslag          |       |           | Kashimastadion, Kashima Toeschouwers: 0 Scheidsrechter: Anastasia Poestovojtova |

### Stand nummers drie
| Pos | Grp | Team      | Wed | W | G | V | Ptn | DV | DT | +/− | Kwalificatie               |
| --- | --- | --------- | --- | - | - | - | --- | -- | -- | --- | -------------------------- |
| 1   | E   | Japan     | 3   | 1 | 1 | 1 | 4   | 2  | 2  | 0   | Door naar de knock-outfase |
| 2   | G   | Australië | 3   | 1 | 1 | 1 | 4   | 4  | 5  | −1  | Door naar de knock-outfase |
| 3   | F   | Zambia    | 3   | 0 | 1 | 2 | 1   | 7  | 15 | −8  |                            |

## Knock-outfase

### Wedstrijdschema
|  | kwartfinale               | kwartfinale          |                       |       | halve finale         | halve finale         |   |  | gouden medaille | gouden medaille |
|  |                           |                      |                       |       |                      |                      |   |  |                 |                 |
|  | 30 juli – Kashima         |                      |                       |       |                      |                      |   |  |                 |                 |
|  |                           |                      |                       |       |                      |                      |   |  |                 |                 |
|  | Groot-Brittannië          | 3                    |                       |       |                      |                      |   |  |                 |                 |
|  | Groot-Brittannië          | 3                    | 2 augustus – Yokohama |       |                      |                      |   |  |                 |                 |
|  | Australië (w.n.v.)        | 4                    |                       |       |                      |                      |   |  |                 |                 |
|  | Australië (w.n.v.)        | 4                    | Australië             | 0     |                      |                      |   |  |                 |                 |
|  | 30 juli – Saitama         |                      | Australië             | 0     |                      |                      |   |  |                 |                 |
|  |                           | Zweden               | 1                     |       |                      |                      |   |  |                 |                 |
|  | Zweden                    | Zweden               | 1                     | 3     |                      |                      |   |  |                 |                 |
|  | Zweden                    |                      | 6 augustus – Yokohama | 3     |                      |                      |   |  |                 |                 |
|  | Japan                     | 1                    |                       |       |                      |                      |   |  |                 |                 |
|  | Japan                     | 1                    | Zweden                | 1 (2) |                      |                      |   |  |                 |                 |
|  | 30 juli – Yokohama        |                      | Zweden                | 1 (2) |                      |                      |   |  |                 |                 |
|  |                           | Canada (w.n.s.)      | 1 (3)                 |       |                      |                      |   |  |                 |                 |
|  | Nederland                 | Canada (w.n.s.)      | 1 (3)                 | 2 (2) |                      |                      |   |  |                 |                 |
|  | Nederland                 | 2 augustus – Kashima |                       | 2 (2) |                      |                      |   |  |                 |                 |
|  | Verenigde Staten (w.n.s.) | 2 (4)                |                       |       |                      |                      |   |  |                 |                 |
|  | Verenigde Staten (w.n.s.) | 2 (4)                | Verenigde Staten      | 0     | bronzen medaille     | bronzen medaille     |   |  |                 |                 |
|  | 30 juli – Rifu            |                      | Verenigde Staten      | 0     | bronzen medaille     | bronzen medaille     |   |  |                 |                 |
|  |                           | Canada               | 1                     |       | 5 augustus – Kashima | 5 augustus – Kashima |   |  |                 |                 |
|  | Canada (w.n.s.)           | Canada               | 1                     | 0 (4) | 5 augustus – Kashima | 5 augustus – Kashima |   |  |                 |                 |
|  | Canada (w.n.s.)           |                      |                       |       |                      | Australië            | 3 |  |                 |                 |
|  | Brazilië                  | 0 (3)                |                       |       |                      | Australië            | 3 |  |                 |                 |
|  | Brazilië                  | 0 (3)                | Verenigde Staten      | 4     |                      |                      |   |  |                 |                 |
|  |                           |                      | Verenigde Staten      | 4     |                      |                      |   |  |                 |                 |

### Kwartfinales
|                            |                                       |              |                                       |                                                                            |
| 30 juli 2021 17:00 (UTC+9) | Canada                                | 0 – 0 (n.v.) | Brazilië                              | Miyagistadion, Rifu Toeschouwers: 3.403 Scheidsrechter: Stéphanie Frappart |
| 30 juli 2021 17:00 (UTC+9) | Verslag                               |              |                                       | Miyagistadion, Rifu Toeschouwers: 3.403 Scheidsrechter: Stéphanie Frappart |
| 30 juli 2021 17:00 (UTC+9) | Strafschoppen                         |              |                                       | Miyagistadion, Rifu Toeschouwers: 3.403 Scheidsrechter: Stéphanie Frappart |
| 30 juli 2021 17:00 (UTC+9) | Sinclair Fleming Lawrence Leon Gilles | 4 – 3        | Marta Debinha Érika Andressa Rafaelle | Miyagistadion, Rifu Toeschouwers: 3.403 Scheidsrechter: Stéphanie Frappart |

|                            |                      |              |                                        |                                                                           |
| 30 juli 2021 18:00 (UTC+9) | Groot-Brittannië     | 3 – 4 (n.v.) | Australië                              | Kashimastadion, Kashima Toeschouwers: 0 Scheidsrechter: Salima Mukansanga |
| 30 juli 2021 18:00 (UTC+9) | White 57', 66', 115' | Verslag      | 35' Kennedy 89', 106' Kerr 103' Fowler | Kashimastadion, Kashima Toeschouwers: 0 Scheidsrechter: Salima Mukansanga |

|                            |                                                 |         |            |                                                                        |
| 30 juli 2021 19:00 (UTC+9) | Zweden                                          | 3 – 1   | Japan      | Saitamastadion, Saitama Toeschouwers: 0 Scheidsrechter: Lucila Venegas |
| 30 juli 2021 19:00 (UTC+9) | Eriksson 7' Blackstenius 53' Asllani 68' (pen.) | Verslag | 23' Tanaka | Saitamastadion, Saitama Toeschouwers: 0 Scheidsrechter: Lucila Venegas |

|                            |                                         |              |                              |                                                                                        |
| 30 juli 2021 20:00 (UTC+9) | Nederland                               | 2 – 2 (n.v.) | Verenigde Staten             | International Stadium Yokohama, Yokohama Toeschouwers: 0 Scheidsrechter: Kate Jacewicz |
| 30 juli 2021 20:00 (UTC+9) | Miedema 18', 54'                        | Verslag      | 28' S. Mewis 31' Williams    | International Stadium Yokohama, Yokohama Toeschouwers: 0 Scheidsrechter: Kate Jacewicz |
| 30 juli 2021 20:00 (UTC+9) | Strafschoppen                           |              |                              | International Stadium Yokohama, Yokohama Toeschouwers: 0 Scheidsrechter: Kate Jacewicz |
| 30 juli 2021 20:00 (UTC+9) | Miedema D. Janssen Van der Gragt Nouwen | 2 – 4        | Lavelle Morgan Press Rapinoe | International Stadium Yokohama, Yokohama Toeschouwers: 0 Scheidsrechter: Kate Jacewicz |

### Halve finales
|                               |                  |         |                    |                                                                          |
| 2 augustus 2021 17:00 (UTC+9) | Verenigde Staten | 0 – 1   | Canada             | Kashimastadion, Kashima Toeschouwers: 0 Scheidsrechter: Kateryna Monzoel |
| 2 augustus 2021 17:00 (UTC+9) |                  | Verslag | 75' (pen.) Fleming | Kashimastadion, Kashima Toeschouwers: 0 Scheidsrechter: Kateryna Monzoel |

|                               |                 |         |           |                                                                                         |
| 2 augustus 2021 20:00 (UTC+9) | Australië       | 0 – 1   | Zweden    | International Stadium Yokohama, Yokohama Toeschouwers: 0 Scheidsrechter: Melissa Borjas |
| 2 augustus 2021 20:00 (UTC+9) | Carpenter 90+6' | Verslag | 46' Rolfö | International Stadium Yokohama, Yokohama Toeschouwers: 0 Scheidsrechter: Melissa Borjas |

### Wedstrijd om de bronzen medaille
|                               |                                |         |                                  |                                                                         |
| 5 augustus 2021 17:00 (UTC+9) | Australië                      | 3 – 4   | Verenigde Staten                 | Kashimastadion, Kashima Toeschouwers: 0 Scheidsrechter: Laura Fortunato |
| 5 augustus 2021 17:00 (UTC+9) | Kerr 17' Foord 54' Gielnik 90' | Verslag | 8', 21' Rapinoe 45+1', 51' Lloyd | Kashimastadion, Kashima Toeschouwers: 0 Scheidsrechter: Laura Fortunato |

### Wedstrijd om de gouden medaille
|                               |                                                |              |                                          |                                                                                                  |
| 6 augustus 2021 21:00 (UTC+9) | Zweden                                         | 1 – 1 (n.v.) | Canada                                   | International Stadium Yokohama, Yokohama Toeschouwers: 0 Scheidsrechter: Anastasia Poestovojtova |
| 6 augustus 2021 21:00 (UTC+9) | Blackstenius 34'                               | Verslag      | 67' (pen.) Fleming                       | International Stadium Yokohama, Yokohama Toeschouwers: 0 Scheidsrechter: Anastasia Poestovojtova |
| 6 augustus 2021 21:00 (UTC+9) | Strafschoppen                                  |              |                                          | International Stadium Yokohama, Yokohama Toeschouwers: 0 Scheidsrechter: Anastasia Poestovojtova |
| 6 augustus 2021 21:00 (UTC+9) | Asllani Björn Schough Anvegård Seger Andersson | 2 – 3        | Fleming Lawrence Gilles Leon Rose Grosso | International Stadium Yokohama, Yokohama Toeschouwers: 0 Scheidsrechter: Anastasia Poestovojtova |

## Medailles

### Eindrangschikking
| Onderdeel | Goud | Zilver | Brons |
| Vrouwen   |      |        |       |

## Statistieken

### Doelpuntenmakers
10 doelpunten
- Vivianne Miedema

6 doelpunten
- Sam Kerr
- Ellen White
- Barbra Banda

5 doelpunten
- Stina Blackstenius

4 doelpunten
- Wang Shuang
- Lieke Martens

3 doelpunten
- Marta
- Lineth Beerensteyn
- Fridolina Rolfö

2 doelpunten
- Andressa
- Debinha
- Janine Beckie
- Jessie Fleming
- Mina Tanaka
- Victoria Pelova
- Shanice van de Sanden
- Carli Lloyd
- Megan Rapinoe
- Lina Hurtig

1 doelpunt
- Caitlin Foord
- Mary Fowler
- Emily Gielnik
- Alanna Kennedy
- Tameka Yallop
- Beatriz
- Ludmila
- Adriana Leon
- Christine Sinclair
- Karen Araya
- Wang Shanshan
- Wang Yanwen
- Mana Iwabuchi
- Dominique Janssen
- Jill Roord
- Betsy Hassett
- Gabi Rennie
- Lindsey Horan
- Rose Lavelle
- Sam Mewis
- Alex Morgan
- Christen Press
- Lynn Williams
- Racheal Kundananji
- Anna Anvegård
- Kosovare Asllani
- Magdalena Eriksson
- Madelen Janogy

1 eigen doelpunt
- Nichelle Prince (tegen Groot-Brittannië)
- Catherine Bott (tegen de Verenigde Staten)
- Abby Erceg (tegen de Verenigde Staten)

Bron: TOCOG

### Assists
4 assists
- Daniëlle van de Donk

3 assists
- Sofia Jakobsson

2 assists
- Steph Catley
- Caitlin Foord
- Kyah Simon
- Ashley Lawrence
- Shanshan Wang
- Lucy Bronze
- Lauren Hemp
- Jackie Groenen
- Renate Jansen
- Julie Ertz
- Esther Siamfuko
- Kosovare Asllani
- Fridolina Rolfö

1 assist
- Sam Kerr
- Tameka Yallop
- Debinha
- Liu Jing
- Wang Shuang
- Zhang Xin
- Fran Kirby
- Yui Hasegawa
- Mana Iwabuchi
- Kika van Es
- Dominique Janssen
- Lieke Martens
- Vivianne Miedema
- Jill Roord
- Shanice van de Sanden
- Lynn Wilms
- Ria Percival
- Hannah Wilkinson
- Tobin Heath
- Lindsey Horan
- Christen Press
- Lynn Williams
- Avell Chitundu
- Racheal Kundananji
- Filippa Angeldal
- Hanna Bennison
- Stina Blackstenius
- Hanna Glas
- Sofia Jakobsson
- Olivia Schough

### Disciplinaire straffen
Een speler is automatisch geschorst voor de volgende wedstrijd bij onderstaande overtredingen:
- Het krijgen van een rode kaart. Eventueel kan de schorsing verlengd worden bij ernstige overtredingen.
- Het krijgen van twee gele kaarten in twee verschillende wedstrijden. Na afloop van de kwartfinales vervallen de gele kaarten. Schorsingen na gele kaarten worden niet overgedragen naar overige toekomstige interlandwedstrijden.

Tijdens het eindtoernooi hebben onderstaande spelers een schorsing gekregen:
| Speler          | Overtreding(en)                                                                                                   | Schorsing(en)                                                                   |
| --------------- | --- | ------------------------------------------------------------------------------- |
| Martha Tembo    | in kwalificatietoernooi tegen Kameroen (op 10 maart 2020)                                                         | Groep F tegen Nederland (speelronde 1, op 21 juli 2021)                         |
| Li Qingtong     | in Groep F tegen Zambia (speelronde 2, op 24 juli 2021)                                                           | Groep F tegen Nederland (speelronde 3, op 27 juli 2021)                         |
| Lushomo Mweemba | in Groep F tegen Brazilië (speelronde 3, op 27 juli 2021)                                                         | Schorsing buiten het toernooi uitgezeten.                                       |
| Ludmila         | in Groep F tegen Nederland (speelronde 2, op 24 juli 2021) in kwartfinale tegen Canada (op 30 juli 2021)          | Nationale elftal is uitgeschakeld.                                              |
| Jayde Riviere   | in Groep E tegen Groot-Brittannië (speelronde 3, op 27 juli 2021) in kwartfinale tegen Brazilië (op 30 juli 2021) | Halve finale tegen de Verenigde Staten (op 2 augustus 2021)                     |
| Ellie Carpenter | in halve finale tegen Zweden (op 2 augustus 2021)                                                                 | Wedstrijd om de bronzen medaille tegen de Verenigde Staten (op 5 augustus 2021) |

### Toernooiranglijst
Wedstrijden die in extra tijd worden beslist, worden gerekend als winst of verlies. Als er strafschoppen moeten worden genomen, worden de wedstrijden als gelijkspel gerekend.
| Pos | Grp | Team             | Wed | W | G | V | Ptn | DV | DT | +/− | Eindresultaat                   |
| --- | --- | ---------------- | --- | - | - | - | --- | -- | -- | --- | ------------------------------- |
| 1   | E   | Canada           | 6   | 2 | 4 | 0 | 10  | 6  | 4  | +2  | Gouden medaille                 |
| 2   | G   | Zweden           | 6   | 5 | 1 | 0 | 16  | 14 | 4  | +10 | Zilveren medaille               |
| 3   | G   | Verenigde Staten | 6   | 2 | 2 | 2 | 8   | 12 | 10 | +2  | Bronzen medaille                |
| 4   | G   | Australië        | 6   | 2 | 1 | 3 | 7   | 11 | 13 | −2  | Vierde plaats                   |
|     |     |                  |     |   |   |   |     |    |    |     |                                 |
| 5   | F   | Nederland        | 4   | 2 | 2 | 0 | 8   | 23 | 10 | +13 | Uitgeschakeld in de kwartfinale |
| 6   | F   | Brazilië         | 4   | 2 | 2 | 0 | 8   | 9  | 3  | +6  | Uitgeschakeld in de kwartfinale |
| 7   | E   | Groot-Brittannië | 4   | 2 | 1 | 1 | 7   | 7  | 5  | +2  | Uitgeschakeld in de kwartfinale |
| 8   | E   | Japan (G)        | 4   | 1 | 1 | 2 | 4   | 3  | 5  | −2  | Uitgeschakeld in de kwartfinale |
|     |     |                  |     |   |   |   |     |    |    |     |                                 |
| 9   | F   | Zambia           | 3   | 0 | 1 | 2 | 1   | 7  | 15 | −8  | Uitgeschakeld in de groepsfase  |
| 10  | F   | China            | 3   | 0 | 1 | 2 | 1   | 6  | 17 | −11 | Uitgeschakeld in de groepsfase  |
| 11  | E   | Chili            | 3   | 0 | 0 | 3 | 0   | 1  | 5  | −4  | Uitgeschakeld in de groepsfase  |
| 12  | G   | Nieuw-Zeeland    | 3   | 0 | 0 | 3 | 0   | 2  | 10 | −8  | Uitgeschakeld in de groepsfase  |

Mannentoernooi · Kwalificatie: Afrika (CAF) · Azië (AFC) · Europa (UEFA) · Noord- en Midden-Amerika (CONCACAF) · Oceanië (OFC) · Zuid-Amerika (CONMEBOL)

Vrouwentoernooi · Kwalificatie: Afrika (CAF) · Azië (AFC) · Europa (UEFA) · Noord- en Midden-Amerika (CONCACAF) · Oceanië (OFC) · Zuid-Amerika (CONMEBOL)
Atletiek · Badminton · Basketbal · Boksen · Boogschieten · Gewichtheffen · Golf · Gymnastiek · Handbal · Hockey · Honkbal · Judo · Kanovaren · Karate · Klimsport · Moderne vijfkamp · Paardensport · Roeien · Rugby · Schermen · Schietsport · Schoonspringen · Skateboarden · Softbal · Surfen · Synchroonzwemmen · Taekwondo · Tafeltennis · Tennis · Triatlon · Voetbal · Volleybal · Waterpolo · Wielersport · Worstelen · Zeilen · Zwemmen